# Jaime Lorente López
Jaime Lorente López (Múrcia, 12 de desembre de 1991) és un actor espanyol conegut pel seu papers de "Denver" a La casa de papel i "Nano" a Élite.

## Biografia
Jaime Lorente López és un actor murcià graduat a l'Escola Superior d'Art Dramàtic de Múrcia. A més de dedicar-se a la interpretació, el jove fa dansa contemporània i esgrima, però la seva passió és actuar. Gràcies a això ha participat en obres de teatre com Equus, per la qual va guanyar el Premi a Millor Actor en la primera edició dels Premis María Jesús Sirvent. A part, ha participat en nombroses obres de teatre com El público i fins i tot s'ha anat de gira per països americans gràcies a La venganza de las mujeres en 2013 i El secreto a voces i De fuera vendrá en 2014.
Quant a televisió, la seva carrera interpretativa va començar de la mà d'Antena 3, aconseguint per primera vegada un paper en El secreto de Puente Viejo, on interpretava a Elías Mato. En 2017 va formar part del repartiment principal La casa de papel on dona vida a "Denver". Amb aquest paper va aconseguir la fama mundial, gràcies a l'emissió de la sèrie en diferents països a través de Netflix, i va interpretar també a en "Nano" en la segona sèrie espanyola original d'aquesta plataforma: Élite, la qual es va estrenar a l'octubre de 2018. Té pendent la producció de la tercera part de La casa de papel, que sortirà a la llum en 2019.
Més breu però significativa és la seva carrera al cinema, havent realitzat papers en pel·lícules com Todos lo saben o L'ombra de la llei. Al setembre de 2018 comença a rodar la pel·lícula de Jota Linares per Netflix ¿A quién te llevarías a una isla desierta?, en la qual dona vida a Marcos i comparteix repartiment per tercera vegada amb María Pedraza.

## Filmografia

### Televisió
| Any                  | Títol                      | Personatge                       | Cadena             | Dades        |
| -------------------- | -------------------------- | -------------------------------- | ------------------ | ------------ |
| 2016 - 2017          | El secreto de Puente Viejo | Elías Mato                       | Antena 3           | 136 episodis |
| 2017; 2019 - present | La casa de papel           | Daniel «Denver» Ramos            | Antena 3 / Netflix | ? episodis   |
| 2018 - present       | Élite                      | Fernando «Nano» García Domínguez | Netflix            | ? episodis   |
| 2020                 | El Cid                     | Rodrigo Díaz de Vivar            | Prime Video        | ? episodis   |
| 2024                 | Mano de hierro             |                                  | Netflix            | ? episodis   |

### Cinema
| Any  | Títol                                      | Paper  | Notes           |
| ---- | ------------------------------------------ | ------ | --------------- |
| 2016 | Historias románticas (un poco) cabronas    | David  | Paper secundari |
| 2018 | Todos lo saben                             | Luis   | Paper secundari |
| 2018 | L'ombra de la llei                         | León   | Paper principal |
| 2019 | ¿A quién te llevarías a una isla desierta? | Marcos | Paper principal |

## Vida privada
Va mantenir una relació sentimental amb la també actriu María Pedraza, amb qui també ha compartit diversos projectes.